# ديفيد بنتلي هارت
ديفيد بنتلي هارت (بالإنجليزية: David Bentley Hart)‏ هو كاتب غير روائي أمريكي، ولد في 1965 في ماريلند في الولايات المتحدة.